# Кожино (бывшая Кудеверская волость)
Кожино — деревня в Бежаницком районе Псковской области России. Входит в состав сельского поселения Бежаницкое.

## География
Деревня находится на юге центральной части Псковской области, в пределах Бежаницкой возвышенности, к востоку от озера Островня, на расстоянии примерно 35 километров (по прямой) к юго-западу от посёлка городского типа Бежаницы, административного центра района. Абсолютная высота — 236 метров над уровнем моря.

## История
До 2015 года населённый пункт входил в состав Кудеверской волости.

## Население
| 2001 | 2002 | 2010 |
| ---- | ---- | ---- |
| 4    | →4   | ↘3   |

Согласно результатам переписи 2002 года, в национальной структуре населения русские составляли 100 %.